# Em Busca da Fama
Em busca da fama foi um programa de televisão dominical da MTV Brasil exibido entre Março a Dezembro de 2001 apresentado por Max Fivelinha e pelos VJs Chris Nicklas e Levy, em que pessoas anônimas se fantasiavam de pessoas famosas em uma competição para ganhar prêmios. Uma das edições de maior sucesso foi a dos covers de Michael Jackson, exibido em 11 de novembro de 2001. 
O vencedor também ganharia um programa de uma hora na programação da MTV, com o título de "MTV Apresenta: O famoso... (nome do vencedor)".